# Tye Sheridan
Tye Kayle Sheridan (Elkhart, 11 de novembro de 1996)  é um ator americano mais conhecido por interpretar Steve no filme A Árvore da Vida, Ciclope em X-Men: Apocalipse e Wade Watts em Ready Player One.

## Vida
Sheridan nasceu em Elkhart, Texas. Sua mãe, Stephanie, é dona de um salão de beleza, e seu pai, Bryan Sheridan, é um funcionário da UPS. Ele tem uma irmã mais nova, Madison. Frequentou a Escola Sistema de Elkhart Independente desde o jardim de infância, onde se destacou em termos académicos e esportes.
Em 2013, no Festival de Veneza, ganhou o o prêmio Marcello Mastroianni, de Ator mais Promissor por 'Joe'.

## Carreira
Sheridan começou sua carreira no cinema estrelando Steve no filme de Terrence Malick , A Árvore da Vida , com Brad Pitt , Jessica Chastain e Sean Penn , depois de uma pesquisa e teste de elenco quase de mais de 10.000 crianças de Texas e Oklahoma. Sheridan foi um dos 12 finalistas convidados a Austin para audições finais para o papel do filho mais velho de Jack, representado na idade adulta por Sean Penn. Apesar de ter perdido a parte de Hunter McCracken, Sheridan foi selecionado para a parte do irmão mais novo dele, Steve. Enquanto filmava o filme, ele se mudou com sua mãe e irmã para Smithville por quatro meses.

Em Mud de 2012, Sheridan joga o jovem de 14 anos Elis, ao lado de Jacob Lofland , que interpreta o melhor amigo Neckbone. No filme, dois adolescentes encontram um fugitivo, Mud ( Matthew McConaughey ), e formam um pacto para ajudá-lo a escapar de uma ilha no Mississippi e se reunir com a mulher que ama ( Reese Witherspoon ). O filme é dirigido por Jeff Nichols , e lançado no evento no Festival de Cannes de 2012 .

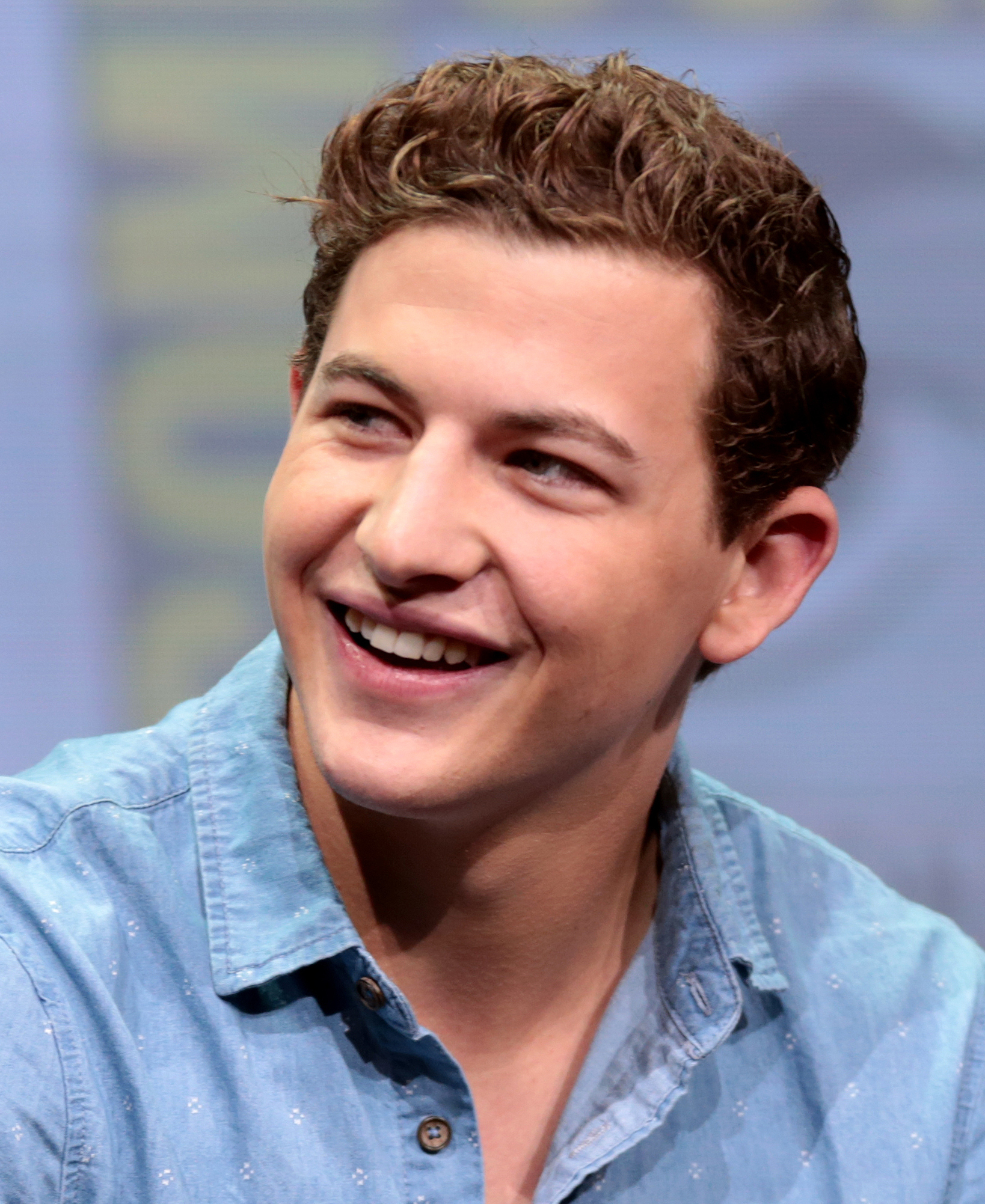
Sheridan em 2017

Sheridan também desempenha Gary Jones no filme Joe , estrelado por Nicolas Cage estrelando um ex-presidiário que conhece um garoto de 15 anos de idade, o filho mais velho de uma família sem-teto chefiada por um pai alcoólatra, e é confrontado com a escolha da redenção ou ruína. Por seu papel, ele recebeu o Prêmio Marcello Mastroianni para melhor próxima jovem ator no 70º Festival Internacional de Veneza .
Em junho de 2013, ele se juntou ao elenco do novo filme escrito e dirigido por Kyle Wilamowski, Relva Stains, juntamente com Kaitlyn Dever . Ele interpreta um adolescente descobrindo seu primeiro amor (Dever). Quando uma brincadeira sai errado e causa a morte de irmão mais velho de sua namorada, o menino deve equilibrar sua culpa secreta com seus sentimentos para a menina.
Em agosto de 2013, ele se juntou ao elenco do novo filme do Exclusive Media Group e Denver and Delilah Productions, Dark Places , juntamente com Charlize Theron , Chloë Grace Moretz e Nicholas Hoult . O filme é sobre o dia de Libby (Theron) uma mulher que é forçada a voltar a enfrentar a vinte anos de idade o massacre de sua família quando um grupo conhecido como a "Clube da Matança" começa a investigar o que realmente aconteceu no dia que a  família de Libby foi assassinada . Sheridan estrelou Ben, o um menino de 16 anos irmão, que é acusado de abusar sexualmente de um grupo de meninas e assassinar sua família antes que ele está condenado a prisão perpétua.  Além disso, ele vai estrelar Will cortador no filme The Forger , a partir de um roteiro de Richard D'Ovidio, estrelado por John Travolta . Segue ex-prodígio arte da criança e ladrão Ray cortador (Travolta), que organiza a comprar seu caminho para fora da prisão para que ele possa passar o tempo com seu filho doente (Sheridan), apenas para ser forçado a mudar seus planos e cometer um último grande trabalho para o sindicato que financiou a sua libertação antecipada.
Em fevereiro de 2014, ele se juntou ao elenco dos novos Pictures Mockingbird e Divisão Films, em Last Days in the Desert, dirigido por Rodrigo Garcia , junto com Ewan McGregor, Ciarán Hinds e Ayelet Zurer . McGregor desempenha tanto um homem santo e um demônio em uma viagem através do deserto. Um encontro com uma família lutando para sobreviver neste ambiente hostil força o santo homem a confrontar o seu próprio destino. O filme está definido para começar a fotografia principal no início de fevereiro no deserto da Califórnia do Sul.
Em março de 2014, ele se juntou ao elenco da comédia de horror do novo Paramount, Scouts Guide to the Zombie Apocalypse, dirigido por Christopher B. Landon. A história é sobre três escoteiros do ensino médio que devem usar suas habilidades para combater zumbis viciosos após a sua pequena cidade enfrentar um surto de zumbis. Sheridan vai estrelar o novo escoteiro bonito e atlético honrado , mas não sabe ainda, ainda falta a confiança necessária para falar com a menina que ele gosta.
Em maio de 2014, ele se juntou ao elenco dos novos Yellow Birds da Cinelou Films , baseado no romance de Kevin Powers , dirigido por Courtney Solomon e Mark Canton , junto com Benedict Cumberbatch e Will Poulter . A história gira em torno de dois soldados, um de 21-anos interpretado por Cumberbatch e um adolescente interpretado por Sheridan, que se encontram em campo de treinamento na véspera do seu destacamento no Iraque. O soldado mais antigo, vinculado por uma promessa para a mãe da adolescente, leva o soldado mais jovem sob sua asa durante a sua implementação.
Recentemente, ele se juntou ao elenco da nova Nomadic Entretenimento da Independência, juntamente com Michael Cera e Dean Stockwell. Ele também estrelou em romance adaptado de The Dark Places, que foi baseado no livro pelo autor de "Girl Gone", Gillian Flynn.
Em 22 de janeiro de 2015, o diretor Bryan Singer twittou que Sheridan havia sido escalado como Scott Summers/Ciclope no filme de 2016 chamado X-Men: Apocalipse. Em 2017, ele estrelou o drama de guerra The Yellow Birds, ao lado de Alden Ehrenreich, Jack Huston e Jennifer Aniston. Também naquele ano, Sheridan co-estrelou com Kaitlyn Dever em Grass Stains, um filme escrito e dirigido por Kyle Wilamowski. Ele interpreta um adolescente descobrindo seu primeiro amor (Dever). Quando uma pegadinha dá errado e causa a morte do irmão mais velho de sua namorada, o menino deve equilibrar sua culpa secreta com seus sentimentos pela garota.
Em 2018, Sheridan interpretou Wade Watts, também conhecido como Parzival, o personagem principal, no filme de ficção científica de Steven Spielberg, Ready Player One, que foi lançado em 29 de março. Ele então reprisou o papel de Scott Summers/Ciclope em 2019 no filme Dark Phoenix.
Em 2020, Sheridan assumiu um papel de voz no modo "Face of the Franchise" do Madden NFL 21.

## Filmografia

### Filme
| Ano  | Filme                                 | Personagem              | Notas                  |
| ---- | ------------------------------------- | ----------------------- | ---------------------- |
| 2011 | A Árvore da Vida                      | Steve                   |                        |
| 2012 | Mud                                   | Ellis                   |                        |
| 2013 | Joe                                   | Gary                    |                        |
| 2014 | The Forger                            | Will Cutter             |                        |
| 2015 | Dark Places                           | Ben Day (jovem)         |                        |
| 2015 | Grass Stains                          | Conrad Stevens          |                        |
| 2015 | Scouts Guide to the Zombie Apocalypse | Ben                     |                        |
| 2015 | Entertainment                         | Eddie                   |                        |
| 2015 | The Stanford Prison Experiment        | Peter Mitchell          |                        |
| 2016 | Detour                                | Harper                  |                        |
| 2016 | Last Days in the Desert               | Filho                   |                        |
| 2016 | X-Men: Apocalipse                     | Scott Summers / Ciclope |                        |
| 2016 | The Yellow Birds                      | Daniel Murphy           |                        |
| 2018 | Ready Player One                      | Wade Watts              |                        |
| 2018 | Age Out                               | Richie                  | [ 10 ]                 |
| 2018 | Deadpool 2                            | Scott Summers / Ciclope | Aparição não-creditada |
| 2018 | The Mountain                          | Andy                    |                        |
| 2019 | Dark Phoenix                          | Scott Summers / Ciclope |                        |
| 2020 | The Night Clerk                       | Bart Bromley            |                        |
| 2021 | Voyagers                              | Christopher Rebbs       |                        |
| 2021 | The Card Counter                      | Cirk                    |                        |
| 2021 | The Tender Bar                        | JR Moehringer           |                        |
| TBA  | Black Flies                           | Ollie Cross             |                        |

### Televisão
| Ano  | Título            | Papel  | Notas       |
| ---- | ----------------- | ------ | ----------- |
| 2014 | Last Man Standing | Justin | 3 episódios |

## Prêmios e nomeações
| Ano  | Premiação                                                                 | Categoria                                                       | Trabalho          | Resultado |
| ---- | ------------------------------------------------------------------------- | --------------------------------------------------------------- | ----------------- | --------- |
| 2012 | Central Ohio Film Critics Association                                     | Best Ensemble (shared with The Tree of Life crew)               | A Árvore da Vida  | Nominado  |
| 2013 | Marcello Mastroianni Award at the 70th Venice International Film Festival | Best New Young Actor                                            | Joe               | Ganhador  |
| 2013 | Washington D.C. Area Film Critics Association Award                       | Best Youth Performance                                          | Mud               | Ganhador  |
| 2013 | Chicago Film Critics Association Awards 2013                              | Most Promising Performer                                        | Mud               | Nominado  |
| 2013 | Phoenix Film Critics Society Award                                        | Best Performance by a Youth in a Lead or Supporting Role - Male | Mud               | Ganhador  |
| 2013 | Las Vegas Film Critics Society Award                                      | Youth in Film                                                   | Mud               | Ganhador  |
| 2013 | Georgia Film Critics Association                                          | Breakthrough Award                                              | Joe, Mud          | Nominado  |
| 2014 | Robert Altman Award At Independent Spirit Awards                          | Mejor reparto (compartido con el equipo de Mud)                 | Mud               | Ganhador  |
| 2014 | Critics' Choice Movie Award                                               | Mejor actor joven                                               | Mud               | Nominado  |
| 2014 | Empire Awards                                                             | Empire Award for Best Male Newcomer                             | Mud               | Nominado  |
| 2017 | Kids Choice Awards 2017                                                   | #Squad (compartido con el equipo de X-Men: Apocalypse)          | X-Men: Apocalypse | Nominado  |
| 2018 | MTV Movie & TV Awards 2018                                                | Mejor beso (compartido con Olivia Cooke)                        | Ready Player One  | Nominado  |
| 2018 | Teen Choice Awards 2018                                                   | Choice Sci-Fi Movie Actor                                       | Ready Player One  | Nominado  |